# Sunbeam-Talbot Ten
La Sunbeam-Talbot Ten est une automobile compacte de direction ou une petite berline sportive produite par le groupe Rootes dans son usine Clément-Talbot située à North Kensington. Sa production initiale s'étend de 1938 à 1939, puis elle est réintroduite après la Seconde Guerre mondiale, avec des ventes se poursuivant de 1945 à 1948. Cette voiture a d'abord été commercialisée en tant que berline sportive à deux portes, avant d'être proposée en version à quatre portes. Des variantes coupé cabriolet et sports tourer étaient également disponibles.
|  |

## Sunbeam-Talbot Ten
La berline classique exhibait la rationalisation de plus en plus typique des voitures britanniques populaires à la fin des années 1930, accompagnée des phares distincts de cette époque. Elle était propulsée par un moteur à soupapes latérales de 1 185 cm³, délivrant une puissance nominale de 31 kW. Les quatre roues étaient suspendues grâce à des ressorts à lames semi-elliptiques. Sa vitesse maximale atteignait 109 km/h.  

### Production
En 1948, la Sunbeam-Talbot Ten fut remplacée par la Sunbeam-Talbot 80, un modèle à pleine largeur qui représentait essentiellement une évolution stylistique de son prédécesseur. Cette nouvelle version partageait le même châssis et conservait la même configuration de toit.

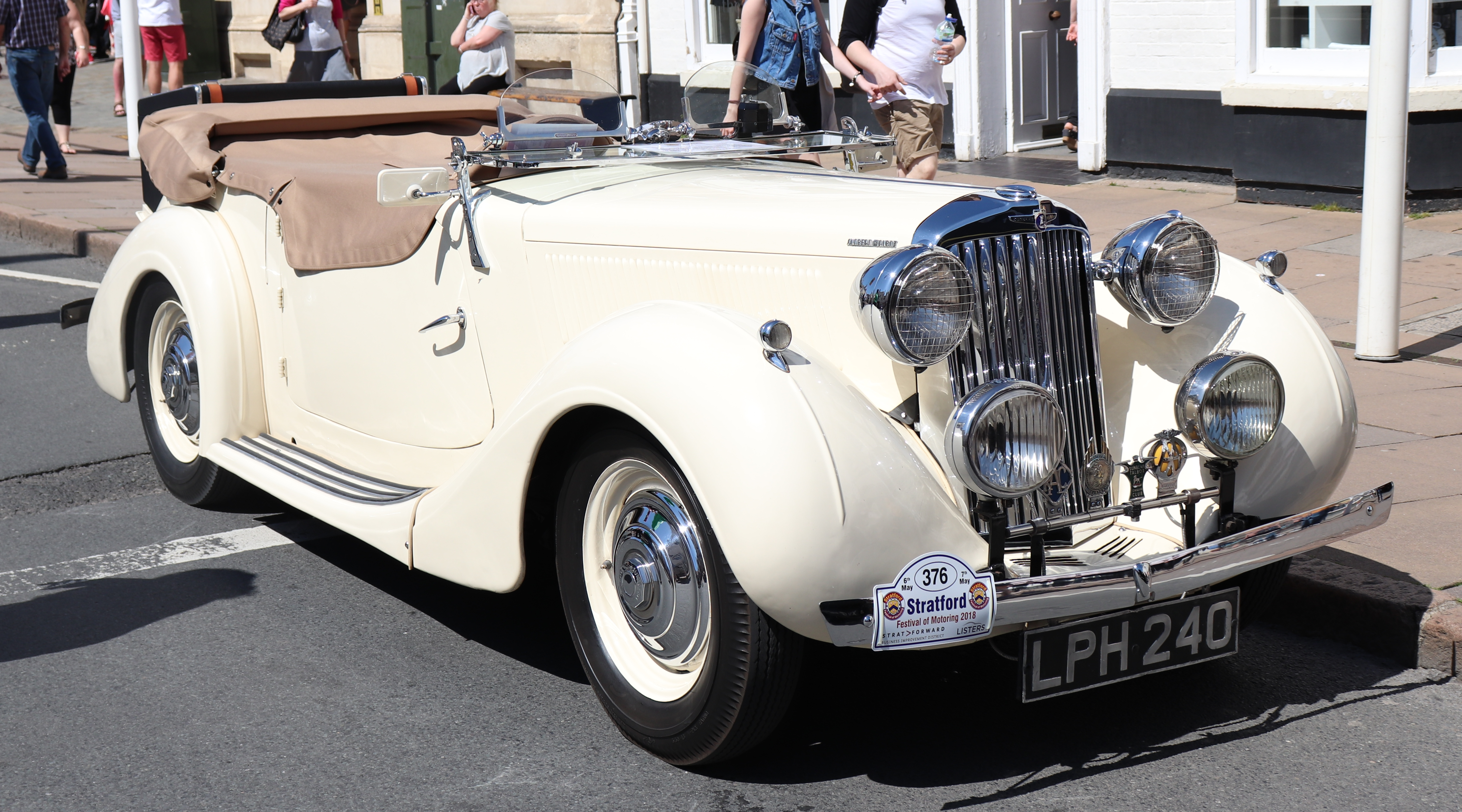
Coupé Sunbeam-Talbot Ten Drophead 1947
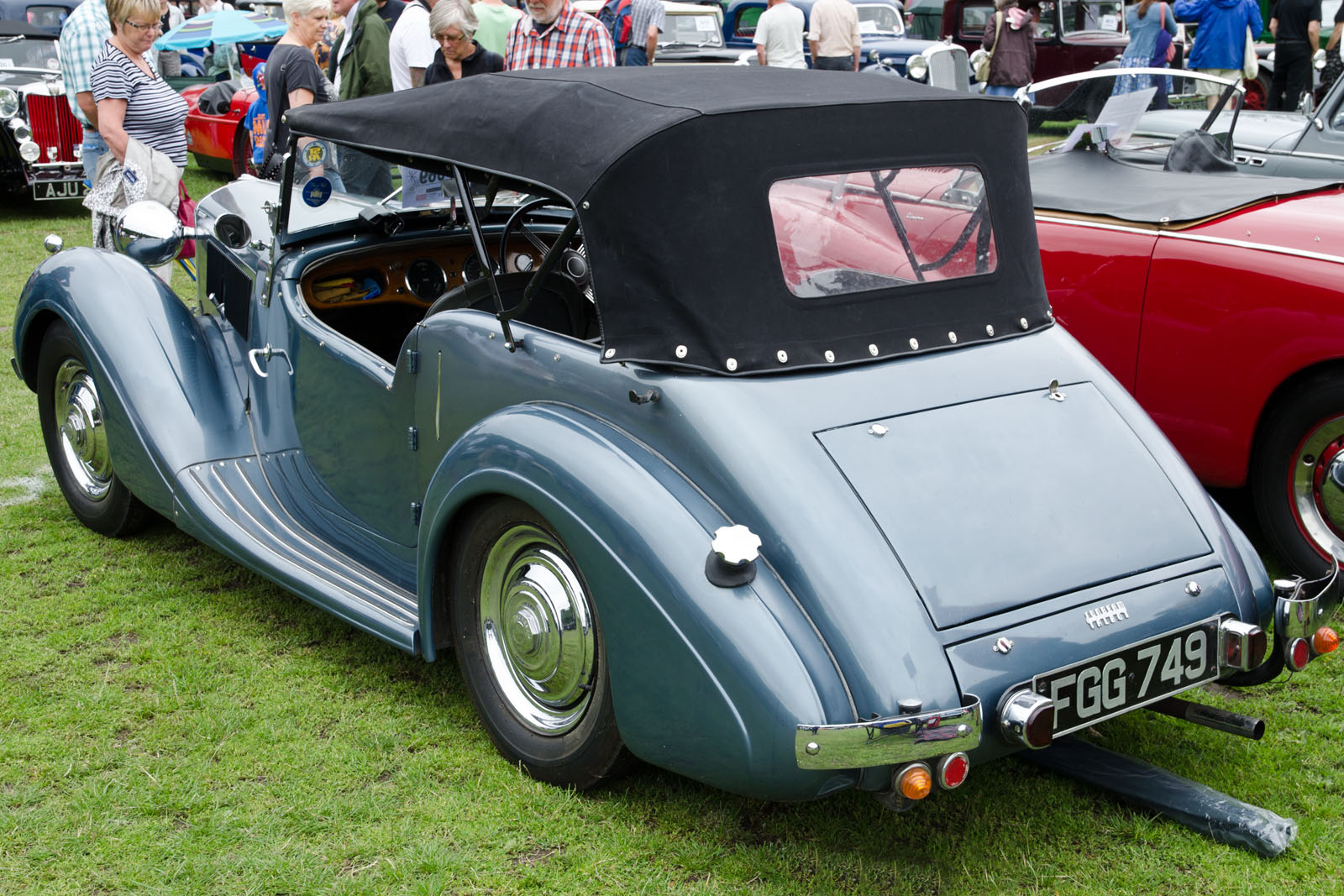
1948 Sunbeam-Talbot Ten Sports Tourer